# Pierre Fouquet
Pierre Fouquet (Versailles, 27 septembre 1913 - Versailles, 10 août 1998) est un médecin français, père de l'alcoologie française. On lui doit la définition de l'alcoolique comme étant « celui qui n'a pas la liberté de s'abstenir de boire des boissons alcoolisées ». Il a fondé avec Claude Orsel la Société française d'alcoologie (SFA), et l'a présidée. Le prix Pierre Fouquet récompense les recherches en alcoologie. 
Il est le fils de Paul Fouquet (1876-1920).

## Classification de l'alcoolisme selon Pierre Fouquet
Avec un article paru en 1950 dans Études Antialcooliques, intitulé « Le syndrome alcoolique », Pierre Fouquet lançait sa classification des différentes formes d’alcoolisme ; il est depuis devenu une référence incontournable dans la plupart des ouvrages portant sur la question de l’alcool. Il articule sa taxinomie en fonction de trois critères : le facteur psychique, le facteur de tolérance, et le facteur toxique.
- L’alcoolite[3] est la forme la plus fréquente de l’alcoolisme en France, particulièrement chez les hommes : la forte tolérance se combine à l’absence de complications psychiques graves, mais les effets toxiques de la consommation se font sentir malgré tout. Le sujet boit principalement du vin et de la bière, de manière régulière et dans un cadre social (avec des amis, en soirée), et qui se caractérise par l’effet d’entraînement : on boit pour boire avec les autres.
- L’alcoolose[3], moins fréquente, l’est néanmoins davantage chez les femmes : la dépendance psychique et physique à l’égard de l’alcool est forte, et les conséquences en matière de santé très sérieuses. Ce sont principalement des alcools forts qui sont consommés pour leur valeur de psychotrope — et non pour le goût de l’alcool qui n’exerce que peu d’attrait sur ce type de population — de manière solitaire et cachée, avec un fort sentiment de culpabilité, dans un contexte de mal-être.
- La somalcoolose, pour finir, est la plus extrême des trois catégories : psychiquement très fragiles, les personnes atteintes de cette forme d’alcoolisme sont de plus peu tolérantes et ingèrent de l’alcool très fort dans le but d’arriver à l’inconscience. Il y a alors ingestion compulsive et irrationnelle de n’importe quelle boisson qui conduira à un état d’ébriété immédiat, qu’il s’agisse d’alcool à brûler, d’eau de Cologne, par crise de quelques heures ou quelques jours, avec ivresse violente et dégoût de soi par la suite.

Cette classification est aujourd'hui obsolète et les classifications du CIM-10 et DSM-5 lui ont succédé depuis de nombreuses années.
En France, l’alcoolite concerne 45 % des hommes alcooliques et seulement 5 % des femmes, quand l’alcoolose touche, là encore 45 % des hommes et 80 % des femmes, et la somalcoolose 5 % des hommes et 15 % des femmes.
En effet, si à cette époque, l'alcoolite représentait bien la majorité des malades, il est évident que ce n'est plus le cas aujourd'hui. De nos jours, l'alcoolose est le type de maladie alcoolique la plus répandue et touche la population masculine bien autant sinon plus.

## Œuvres
- Lettres aux Alcooliques.
- Une thérapeutique de l'alcoolisme : essai de psychothérapie éducative, Presses universitaires de France, 1956.
- Le roman de l'alcool, Seghers, 1985.
- Histoire de l'alcool, Presses universitaires de France, 1990.
- Coauteur (avec Rémy Malka et Gérard Vachonfrance) du traité Alcoologie (paru aux éditions Masson).